# Gare de Chiffa
La gare de Chiffa est une gare ferroviaire algérienne située sur le territoire de la commune de Chiffa, dans la wilaya de Blida.

## Situation ferroviaire
La gare est située sur la ligne d'Alger à Oran, entre les gares de Blida et de Mouzaia.

## Service des voyageurs

### Desserte
La gare de Chiffa est desservie par les trains du réseau ferré de la banlieue d'Alger assurant la liaison Alger - El Affroun.